# Carbondale (Kansas)
Carbondale è un comune degli Stati Uniti d'America, situato nello Stato del Kansas, nella contea di Osage.